# Enkianthus chinensis
Enkianthus chinensis là một loài thực vật có hoa trong họ Thạch nam. Loài này được Franch. mô tả khoa học đầu tiên năm 1895.